# Georg Stumme
Georg Stumme (ur. 29 lipca 1886 w Halberstadt, zm. 24 października 1942 pod El Alamein) – niemiecki oficer Wehrmachtu w stopniu generała.

## Życiorys
Wziął udział w II wojnie światowej. Podczas agresji III Rzeszy na Polskę we wrześniu 1939 dowodził 2 Dywizją Lekką w składzie XV Korpusu Zmotoryzowanego gen. Hermanna Hotha. Na jej czele wyparł Krakowską Brygadę Kawalerii gen. Zygmunta Piaseckiego z Koszęcina 1 września i z Woźnik 2 września, skłaniając 7 Dywizję Piechoty gen. bryg. Janusza Gąsiorowskiego do odwrotu z silnie ufortyfikowanej Częstochowy. 3 września okrążył od południa i rozbił wycofującą się 7 DP pod Złotym Potokiem i Janowem, przerywając łączność pomiędzy Armiami „Kraków” i „Łódź”.
5 września zajął Kielce, toczył walki z Grupą „Kielce” płk. Kazimierza Glabisza, a następnie 7 września częściowo rozbił 36 Dywizję Piechoty płk. Bolesława Ostrowskiego w rejonie Skarżyska-Kamiennej.
Był jednym z dowódców drugiej bitwy pod El Alamein. Zmarł na zawał mięśnia sercowego podczas brytyjskiego ostrzału artyleryjskiego. Za swoją służbę został odznaczony Krzyżem Rycerskim Krzyża Żelaznego.

## Odznaczenia
- Krzyż Żelazny
  - II klasa
  - I klasa
- Krzyż Rycerski Krzyża Żelaznego (19 lipca 1940)

## Literatura
- Walther-Peer Fellgiebel, Die Träger des Ritterkreuzes des Eisernen Kreuzes 1939–1945. Die Inhaber der höchsten Auszeichnung des Zweiten Weltkrieges aller Wehrmachtteile, Friedberg: Podzun-Pallas, 2000, ISBN 3-7909-0284-5..
- Robert Forczyk, Case White: The Invasion of Poland, 1939, Oxford: Osprey Publishing, 2019, ISBN 978-1-4728-3495-9 (ang.).